# Агия Марина Хрисохус
Агѝя Марѝна Хрисоху̀с (на гръцки: Αγία Μαρίνα Χρυσοχούς) е село в Кипър, окръг Пафос. Според статистическата служба на Република Кипър през 2001 г. селото има 35 жители.